# Armand Volker
Armand Volker (* 26. Mai 1950) ist ein Schweizer Musiker, Komponist und Musikproduzent.

## Leben
Armand Volker ist Gitarrist und Mitbegründer der Schweizer Band TEA. Mit Marc Storace der 1973 zur Band kam, tourten sie in den 1970er Jahren durch ganz Europa. Als „special guests“ waren sie u. a. mit Queen und Nazareth auf Tournee.
2009 veröffentlichte die Band das Album Reloaded.
Seit 1980 wirkte Armand Volker bei ca. 400 Produktionen deutscher Künstler und Bands als Musiker, Komponist, Arrangeur, Toningenieur und Produzent mit. In München produzierte er u. a. zusammen mit Harald Steinhauer die Alben Tutti Frutti, Scharf wia Peperoni und Wahre Liebe der Spider Murphy Gang. Für die Münchener Freiheit war er 1985 Produzent bei Ohne dich (schlaf ich heut Nacht nicht ein) und Tausendmal du sowie 1987 bei So lang’ man Träume noch leben kann (mit dem London Symphony Orchestra). Bei den Titeln Tausendmal du und Komm zurück war Volker auch kompositorisch tätig.
Weitere Künstler und Bands, mit denen er zusammenarbeitete, waren Geier Sturzflug, Hubert Kah, Inga & Anete Humpe, Juliane Werding, Marianne Rosenberg, Nena, Michael Cretu, Gianna Nannini, Spliff, Maggie Reilly, Bonnie Bianco, Claudia Jung, Die Prinzen, Tom Becker, Sandra, Shivananda, Moti Special, Sally Oldfield, Six Was Nine, Johnny Logan, Stephan Hollstein, Core22 und Tom Kelly. 
Zusammen mit dem Mambo Verlag (Harald Steinhauer, Jürgen Thürnau und Günther Sigl) und Curt Cress gründete er die Münchner Pilot Studios. Seit der Mambo Verlag zu Sony Music wechselte, führt Curt Cress das Tonstudio weiter.